# 535. pehotni polk (Wehrmacht)
Za druge 535. polke glejte 535. polk.
535. pehotni polk (izvirno nemško Infanterie-Regiment 535) je bil eden izmed pehotnih polkov v sestavi redne nemške kopenske vojske med drugo svetovno vojno.

## Zgodovina
Polk je bil ustanovljen 10. januarja 1940 kot polk 18. vala kot Rheingold polk WK VIII na vadbišču Königsbrück; polk je bil dodeljen 384. pehotni diviziji. 
15. oktobra 1942 je bil polk preimenovan v 535. grenadirski polk.